# Edwin L. Norris

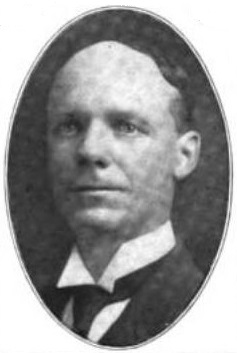
Foto de Edwin L. Norris

Edwin L. Norris (15 de agosto de 1865, Cumberland County, Kentucky - 25 de abril de 1924) foi um político de Montana, que serviu como o quinto governador de Montana entre 1908 a 1913.